# Euphorbia cuneneana
Euphorbia cuneneana ist eine Pflanzenart aus der Gattung Wolfsmilch (Euphorbia) in der Familie der Wolfsmilchgewächse (Euphorbiaceae).

## Beschreibung
Die sukkulente Euphorbia cuneneana wächst aus einer großen, knolligen Wurzel mit zerstreuten Trieben und wird bis 90 Zentimeter hoch. Die einfachen und stumpf vierkantigen Triebe sind bläulich grün gefärbt und mit hellen Längsstreifen versehen. Sie werden bis 8 Millimeter dick und besitzen an den Kanten sehr flache und buchtige Zähne, die im Abstand von bis zu 22 Millimeter voneinander stehen. Die verkehrt eiförmigen Dornschildchen stehen einzeln. Die schmalen Dornen werden bis 6 Millimeter, die Nebenblattdornen bis 2 Millimeter lang.
Es werden einzelne und einfache Cymen ausgebildet, die sich an bis zu 2 Millimeter langen Stielen befinden. Die Cyathien erreichen einen Durchmesser von 6 Millimetern. Die elliptischen Nektardrüsen sind gelbgrün gefärbt und berühren sich. Die stumpf gelappte und nahezu sitzende Frucht wird 3,5 Millimeter lang und 4,5 Millimeter breit. Der eiförmige Samen wird 2 Millimeter lang und 1,75 Millimeter breit. Die Samenoberfläche ist mit Warzen besetzt.

## Verbreitung und Systematik
Euphorbia cuneneana ist im Süden von Angola in der Provinz Huíla verbreitet.
Die Erstbeschreibung der Art erfolgte 1976 durch Leslie Charles Leach.
Es werden folgende Unterarten unterschieden:
- Euphorbia cuneneana subsp. cuneneana
- Euphorbia cuneneana subsp. rhizomatosa L.C.Leach (1976)
im Unterschied zur Stammart sind die Wurzeln rhizomartig, die oft einzelnen Triebe werden mit 30 Zentimeter etwas kürzer und die Cyathien sind rötlich gefärbt